# 카테가트 해협

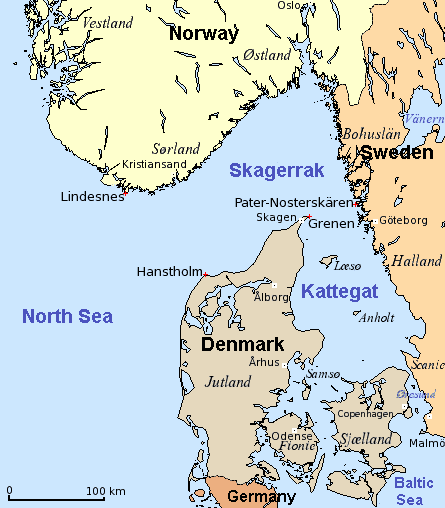
카테가트 해협과 스카게라크 해협

카테가트 해협(덴마크어: Kattegat, 스웨덴어: Kattegatt)은 윌란반도(덴마크)와 스웨덴 사이의 해협이다. 외레순 해협, 스토레벨트 해협, 릴레벨트 해협의 세 해협을 통해 발트해와 연결되어 있으며, 스카게라크 해협을 통해 북해와 연결된다. 연안에는 스웨덴의 예테보리, 할름스타드, 덴마크의 오르후스 등의 어항이 있다.

## 같이 보기
- 외레순 다리